# Jorge Davino
Jorge Manuel Davino (Buenos Aires; 27 de abril de 1945) es un exfutbolista argentino que jugaba en el mediocampo ofensivo. Es padre de los exfutbolistas Duilio Davino y Flavio Davino.

## Trayectoria
Se inició en el fútbol en la división juvenil del Boca Juniors, recibiendo su primer contrato profesional en 1965. Ese mismo año ganó el Campeonato Argentino de Fútbol.
Al año siguiente jugó en el Millonarios FC colombiano y luego regresó a su tierra natal, estando dos años bajo contrato con Huracán. En 1969 volvió a trabajar en Colombia, esta vez con el Deportivo Cali, ganando el título del campeonato colombiano.
En 1970, fue contratado por Antonio Carbajal, quien dirigía al León FC e ingresó a la Liga Mexicana, donde jugó y ganó dos veces la Copa México y el Campeón de Campeones.

## Clubes
| Club              | País      | Año       |
| ----------------- | --------- | --------- |
| C.A. Boca Juniors | Argentina | 1965-1966 |
| Millonarios F.C.  | Colombia  | 1966      |
| C.A. Huracán      | Argentina | 1967-1968 |
| Deportivo Cali    | Colombia  | 1969      |
| C.A. Kimberley    | Argentina | 1970      |
| León F.C.         | México    | 1970-1974 |
| Atlético Potosino | México    | 1974-1976 |
| Puebla F.C.       | México    | 1976-1978 |
| Quilmes A.C.      | Argentina | 1978-1979 |
| C.A. Kimberley    | Argentina | 1979      |

## Palmarés

### Títulos nacionales
| Título                | Equipo         | País      | Año     |
| --------------------- | -------------- | --------- | ------- |
| Campeonato Nacional   | Boca Juniors   | Argentina | 1965    |
| Campeonato colombiano | Deportivo Cali | Colombia  | 1969    |
| Copa México           | León           | México    | 1970-71 |
| Campeón de Campeones  | León           | México    | 1970-71 |
| Copa México           | León           | México    | 1971-72 |
| Campeón de Campeones  | León           | México    | 1971-72 |